# Cry (Burgundia)
Cry – miejscowość i gmina we Francji, w regionie Burgundia-Franche-Comté, w departamencie Yonne.
Według danych na rok 1990 gminę zamieszkiwało 181 osób, a gęstość zaludnienia wynosiła 16 osób/km² (wśród 2044 gmin Burgundii Cry plasuje się na 730. miejscu pod względem liczby ludności, natomiast pod względem powierzchni na miejscu 840.).